# Az énekesnő
Az énekesnő 2022-ben bemutatott magyar filmdráma, Vitézy László rendezésében, Bánovits Vivianne főszereplésével. Története – Vitézy több más filmjéhez hasonlóan – valós történeti eseményeket dolgoz fel: Kovács Erzsi énekesnő és Szűcs Sándor válogatott labdarúgó tragikusan végződő szerelmi kapcsolatát.

## Cselekmény
Az 1940-es és 1950-es évek fordulóján járunk. Vince tehetséges és elismert futballista, a válogatott keretnek is stabil tagja. Szakmai sikerei mellett megtalálta a szerelmet is, miután összeismerkedett Valival, az Astoria szálloda fiatal énekesnőjével. A keményedő diktatúrában a hatalom fontos propagandaeszközként tekint a sikereket halmozó futballistákra, ugyanakkor tart attól is, hogy a játékosok, a jobb külföldi életkörülményeket megtapasztalva netán elhagyhatják az országot. Az Államvédelmi Hatóság elrettentő példát kíván statuálni, hogy elvegye ettől az érintettek kedvét, és Vincét szemelik ki erre a célra. Már korábban beszervezett barátai segítségével és más módokon ráveszik a fiatalembert, hogy ne lásson más kiutat maga előtt, mint a disszidálást. Sikerül erről meggyőznie barátnőjét is, és egy – természetesen szintén az államvédelemnek dolgozó – állítólagos embercsempész segítségével nekiindulnak a határnak... Ott persze már várják őket a hatóság emberei – Valira az eljárás végén hosszú börtönévek várnak, Vince sorsa pedig ennél is végzetesebben alakul.

## Háttér
A filmet Kovács Erzsi énekesnő és Szűcs Sándor válogatott labdarúgó tragikusan végződő kapcsolata ihlette. Kovács 21 évesen, már elismert énekesnőként ismerkedett meg a szintén sikeresnek számító focistával. Bár mindketten házasok voltak, azonnal egymásba szerettek, és ugyan ezt igyekeztek titkolni, kapcsolatukra hamar fény derült. Viszonyuk tehát ellentétesnek minősült a közerkölccsel – különösen a „szocialista embertípus” erkölcsével –, ezért a hatóságok a két fiatal zaklatásába kezdtek, hogy így provokálják ki nyugatra szökési kísérletüket, majd elfogásuk után példastatuálással rettentsék el a kiváló magyar sportolókat a disszidálástól.
Az államvédelem módszere egyszerű volt: Kovács Erzsivel egyik (vélhetően mit sem sejtő) kollégája révén elhitették egy ávós ügynökről, hogy szakavatott embercsempész, aki biztonságosan kijuttatja őket Ausztriába, ahová a zaklatások elől, a nyugodtabb és boldogabb élet reményében kívánkoztak. Az illető azonban egyenesen a hatóság csapdájába vezette őket, ezáltal a disszidálási kísérlet meghiúsult, a szerelmespárt rögtön letartóztatták. Kovács Erzsi az 1951. május 19-én lezajlott zárt tárgyaláson 4 év börtönbüntetést kapott, Szűcs Sándort pedig – aki ekkor aktív rendőrtiszt volt, ráadásul a „csempész” kérésére még a szolgálati fegyverét is magával vitte –, egy soha ki nem hirdetett,  gyakorlatilag nem létező jogszabály alapján halálra ítélték és ki is végezték.
Kovács Erzsi a börtönben többször volt kitéve kínzásoknak, megaláztatásoknak, börtönévei alatt férje elhagyta és mindenéből kiforgatta. A kegyetlen büntetés híre megrázta a teljes magyar labdarúgó-társadalmat, de a koncepciós per elérte a célját: 1951 nyarától egészen az 1956-os forradalomig magyar futballista nem próbálkozott tiltott határátlépéssel. Szűcs Sándor halálhírét 1989-ig nem hozták nyilvánosságra, még sírjának pontos helye is államtitok volt. Csak a rendszerváltás után minősítették törvénysértőnek az ellene hozott ítéletet, majd 1991-ben posztumusz alezredessé léptették elő. Sírjára is csak ezután került emléktábla, az Új köztemető 298-as parcellában.

## Közreműködők

### Szereplők
- Szalkai Vali: Bánovits Vivianne
- Nagy Vince: Herczegh Péter
- Bírónő: Tóth Ildikó
- ÁVH-s főtiszt: Szarvas József
- ÁVH-s: Fesztbaum Béla
- Csáki: Dörner György
- Sebes: Pindroch Csaba
- Fegyőrnő: Györgyi Anna
- Markó Tibor: Reviczky Gábor
- Jani: Fröhlich Kristóf

### Alkotók
- Rendező: Vitézy László
- Producer: Helmeczy Dorottya, Kálomista Gábor
- Operatőr: Markert Károly, Pap Ferenc
- Vágó: Rumbold László
- Hang: Juhos Gábor
- Jelmez: Balai Zsuzsa

## Díjai
- Magyar Mozgókép Díj 2023
  - Legjobb tévéfilm